# Сорокина, Светлана Иннокентьевна
Светла́на Инноке́нтьевна Соро́кина (урождённая Сарыкова; род. 15 января 1957, Пушкин, Ленинград) — советская и российская журналистка, теле- и радиоведущая, режиссёр, документалист, преподаватель.
Член Фонда «Академия российского телевидения», в прошлом — преподаватель Высшей школы экономики (2007—2022), член Совета по правам человека при Президенте РФ (2009—2011). В разное время вела телепрограммы «Вести» (РТР), «Герой дня» (НТВ), «Глас народа» (НТВ и ТВ-6), «Основной инстинкт» («Первый канал») и другие, а также программу «В круге света» на радиостанции «Эхо Москвы» (2005—2022).

## Биография

### Родители и ранние годы
Отец — Иннокентий Николаевич Сарыков, военный строитель. Мать — Валентина Сергеевна Сарыкова, учитель истории.

### Образование и ранняя карьера
Окончила с золотой медалью школу № 500 города Пушкин, затем в 1979 году с отличием окончила Лесотехническую академию в Ленинграде, получив специальность «инженер-озеленитель». В 1979—1981 годах работала в ленинградском проектно-изыскательском институте Гипролестранс. В 1981—1984 годах работала в группе по озеленению городов и сельской местности Леспроекта, занималась инвентаризацией и проектами восстановления исторических садов и парков. Параллельно по выходным и во время отпусков работала экскурсоводом в Летнем саду и Екатерининском дворце Царского села, пройдя перед этим профильные курсы обучения. С 1984 по 1986 год училась в аспирантуре Лесотехнической академии.

### Карьера

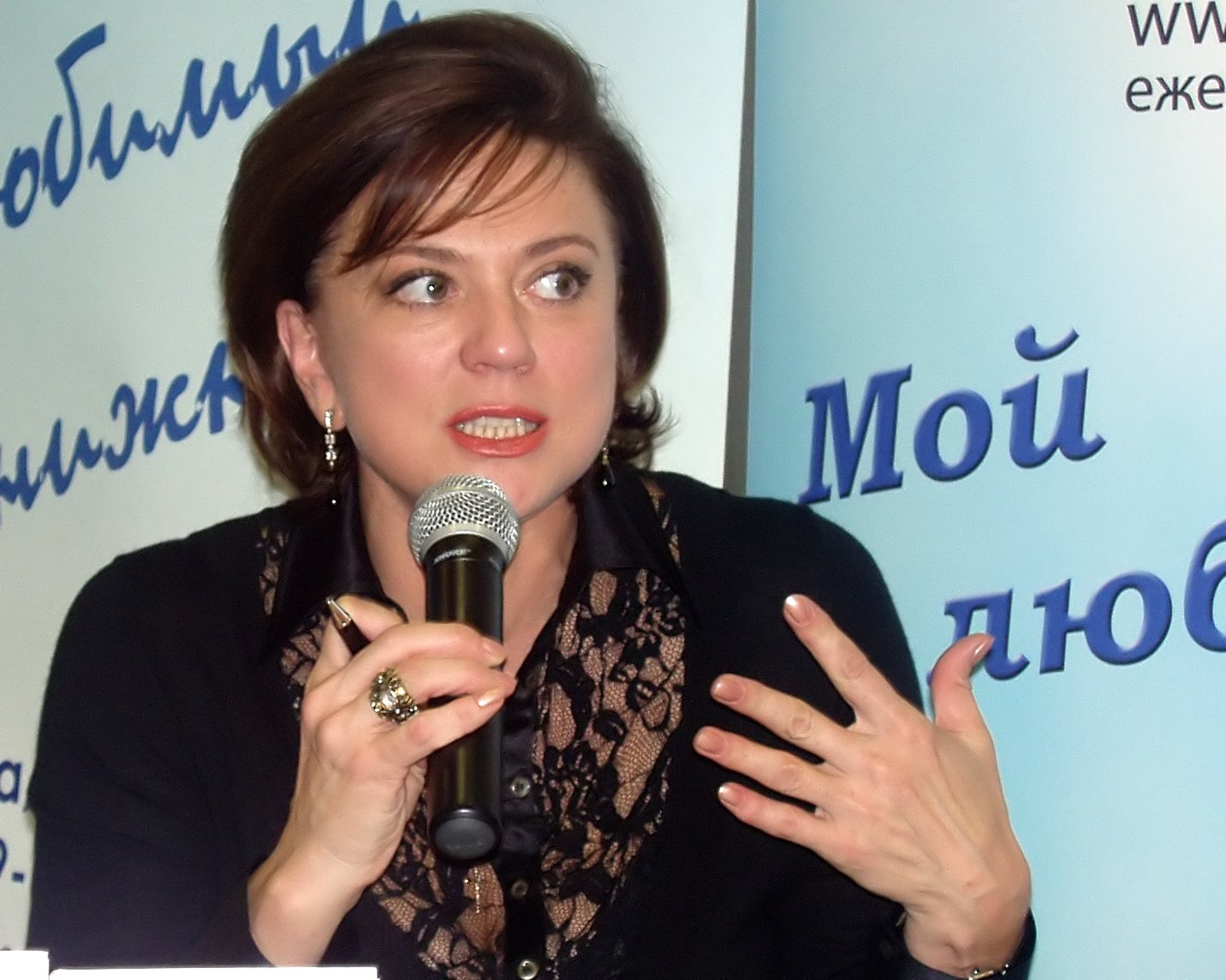
На встрече с читателями, 2 октября 2008.

Желая развивать свою квалификацию как экскурсовода, в 1985 году поступила в студию дикторов при Ленинградском телевидении, где планировала обучиться технике речи, актёрскому мастерству и другим полезным для этой профессии навыкам.
Пришла в журналистику во многом благодаря нарастанию свободы в работе СМИ во второй половине 1980-х годов и возникшему в связи с этим спросу на новые лица на телевидении. В 1986 году начала сотрудничать с главной редакцией информации Ленинградского телевидения, сначала — как внештатный автор сюжетов для субботнего вечернего обозрения «Телекурьер». В 1987 году зачислена в штат Ленинградского телевидения, в 1988—1990 годах вела там программу «600 секунд», в 1990—1991 годах — информационные программы «Телестанция Факт» и «Воскресное обозрение».
В 1990 году стажировалась в Москве на Первой программе Центрального телевидения. В начале 1991 года окончательно переехала в Москву, начав работать в недавно созданной ВГТРК. С 13 мая 1991 по 22 ноября 1997 года была там политическим обозревателем, ведущей ежедневной информационной программы «Вести». Особую известность получили фирменные «прощалки» Сорокиной, которыми она закрывала каждый выпуск «Вестей». С 1996 по 1997 год в паре с Эдуардом Сагалаевым вела на РТР информационно-публицистическую программу «Открытые новости», производимую компанией АТВ.
В ноябре 1997 года из-за конфликта с руководством ВГТРК ушла оттуда в телекомпанию НТВ, приняв предложение Олега Добродеева. Вела на НТВ программы «Герой дня» (1997—2000) и «Глас народа» (2000—2001), снимала документальные фильмы, в том числе в рамках серии «Новейшая история».
В 1999 году стала инициатором и участницей создания на радио «Эхо Москвы» радиоспектакля «Хоббит» (по одноимённой повести Дж. Р. Р. Толкина), в 2000 году — участвовала в радиоспектакле «Трудно быть богом».
С января 2001 года — член Академии Российского телевидения.
Покинула НТВ вместе с большой частью журналистов в апреле 2001 года после перехода телекомпании под контроль «Газпром-медиа». С июня 2001 до января 2002 года работала на канале ТВ-6 в информационной программе «Сегодня на ТВ-6» (с сентября 2001 года программа называлась «Сейчас») и ток-шоу «Глас народа».
С 1 июня 2002 по январь 2003 года — на канале ТВС, автор документальных фильмов и ведущая программы «Ничего личного» (была закрыта после пяти выпусков по инициативе ведущей). Неоднократно была участницей юмористической программы «Тушите свет!» с Хрюном Моржовым и Степаном Капустой.
С января 2003 года работала на «Первом канале». С марта 2003 до июня 2005 года вела ток-шоу «Основной инстинкт». После закрытия ток-шоу гендиректор канала Константин Эрнст предлагал продолжить работу на канале в качестве автора документального кино и ведущей некой программы о благотворительности.
С 10 сентября 2005 по 1 марта 2022 года (до закрытия радиостанции) вела на радио «Эхо Москвы» еженедельную вечернюю программу «В круге СВЕТА». С сентября 2005 года соведущим был Алексей Венедиктов, а с сентября 2006 года соведущим стал Юрий Кобаладзе. С ноября 2007 года программа выходила по вторникам.
В сентябре 2006 года телеверсия программы «В круге СВЕТА» выходила в эфир на телеканале «Домашний». В эфир вышло всего четыре выпуска. Последняя программа, посвящённая суду присяжных и шедшая в прямом эфире, привела к острой политической дискуссии. По сведениям «Коммерсанта», акционерам «СТС Медиа», в состав которой входит канал «Домашний», не понравилось, что в прямом эфире программы обсуждались политические темы. Причиной закрытия стали прозвучавшие в прямом эфире программы оценки российского суда как «полицейского», а также слова о «наглом вмешательстве» ФСБ в работу «третьей власти». Это и вызвало столь резкую реакцию ряда акционеров канала, в частности «Альфа-групп», пишет газета.
Активно занимается благотворительностью, прежде всего в пользу больных детей. Преподаёт. С апреля 2007 года возглавляла Центр общественных связей РСПП, но вскоре ушла ввиду разногласий с руководством. С 20 октября 2007 вела на телеканале «Россия» субботнее социальное ток-шоу «Белым по чёрному» (8 выпусков).
В 2006 году — ведущая социального проекта Четвёртого канала (Екатеринбургское телевидение) «Вместе сможем всё!», на котором обсуждались проблемы детей-сирот и детей с тяжёлыми заболеваниями. Во время телемарафона зрители «Четвёртого канала» пожертвовали 380 000 рублей для детей, которым требовалось срочное дорогостоящее лечение. По итогам акции по сбору детских подгузников для социальных центров, в которых содержались дети до трёх лет, было собрано 1500 упаковок детских подгузников. По итогам социального проекта «Вместе сможем всё!» в 2006 году было передано 2 млн рублей нуждающимся детям. Проект получил две статуэтки ТЭФИ в 2006 году (Публицистическая программа) и в 2007 году («Специальный проект „Телевидение и жизнь“»).
В 2007—2022 годах — доцент Высшей школы экономики, была сотрудницей подразделений университета по журналистике и медиа (сменивших несколько названий и реорганизаций), преподавала такие курсы, как «Журналистика в мультимедийной среде», «Производство ток-шоу» и другие.
С 15 марта 2010 года по 12 января 2011 года вела «Программу передач» на «Пятом канале».
C марта 2010 по март 2012 года вела на сайте «РИА Новости» еженедельное ток-шоу «Гражданская оборона», где гости высказывались и дискутировали по актуальным вопросам. Последний выпуск передачи 7 марта 2012 года был посвящён новому третьему сроку президента Путина.
8 декабря 2011 года вместе с подругой Ириной Ясиной объявила о выходе из состава президентского совета по развитию институтов гражданского общества и правам человека в знак протеста против фальсификации результатов выборов в Госдуму РФ 4 декабря 2011.
С 27 апреля по 29 декабря 2015 года вела ток-шоу «Сорокина» на телеканале «Дождь». С 8 мая 2016 года по 3 июня 2017 года являлась одной из ведущих ток-шоу «#ВечерняЯХиллари» на том же канале.
В сентябре 2020 года подписала письмо в поддержку протестных акций в Белоруссии.

## Критика
В реальности всем журналистам, которые работали на НТВ, было предложено на НТВ и остаться. Никто их не выгонял, они долгое время ждали, когда же их выгонят. Они ушли сами, добровольно. Многие, кто громче всех орал, ушли работать на те самые ненавистные государственные каналы, как Светлана Сорокина.— Председатель совета директоров НТВ Альфред Кох
Сама Сорокина объясняет подобные творческие поиски тем, что после разгрома «старого» НТВ, «пришлось побродить по каналам в поисках лучшей доли».
Константин Эрнст так отзывался о Сорокиной и её ток-шоу «Основной инстинкт»: «У нас возникали споры о развитии программы. Я пытался ориентировать программу в сторону социальности, а Светлана — таких разборок внутри Садового кольца»… «У неё [Сорокиной] нет никакого системного видения мира… У неё в ходе перестройки забиты были эти стереотипы, как у половины сотрудников „Эха Москвы“».

## Семья
Второй муж — Владимир Гречишкин, телевизионный оператор. Окончил ЛГИТМИК. Работал в компании «ТРК Петербург 5 канал» (развод).
Дочь (приёмная, с июля 2003 года) — Антонина (род. 2002).

## Награды
- Награждена орденом «За личное мужество» (за события октября 1993 года).
- Трижды лауреат премии «ТЭФИ»[55]:
  - 1996 — в номинации «Лучший ведущий информационной программы» с программой «Вести»;
  - 2000 — в номинации «Лучший интервьюер» с программой «Герой дня»;
  - 2005 — программа «Основной инстинкт» в номинации «Ток-шоу».
- Награждена медалью «850 лет Москвы»[56].
- В 1998 году награждена Почётным знаком «Общественное признание»[57].
- Грамота Союза журналистов России «Телезвезда-98»[56].
- Лауреат Премии Ассоциации иностранных журналистов (2000 год)[57].
- Лауреат Премии Союза журналистов России «За мужество и профессионализм» (2001 год)[58].
- Лауреат Ежегодной телевизионной премии «Телегранд» (2003 год)[57].
- Лауреат Национальной премии общественного признания достижений женщин «Олимпия» в номинации «Журналистка года» (2004 год)[57].
- В 2013 году ей присуждён 10-й уровень журналистской твёрдости по шкале Мооса по версии Игоря Яковенко.

## Фильмография
- 1998 — «Сердце Ельцина» (НТВ) — об операции, перенесённой Борисом Ельциным[59][60]
- 1998 — «Чисто российское убийство» (НТВ) — об убийстве Галины Старовойтовой
- 1999 — «Съезд побеждённых?» (НТВ) — о первом съезде народных депутатов СССР.
- 1999 — «Первая Первая леди» (НТВ), посвящённый жене Президента СССР Раисе Максимовне Горбачёвой.
- 2000 — «Блеск и нищета Гохрана» (НТВ)[61][62]
- 2000 — «Победа. Одна на всех» (НТВ)[63][64]
- 2001 — «Неподнятая целина» (НТВ)[65]
- 2001 — «Песни войны» (ТВ-6)[66]
- 2002 — «Лебедь» (ТВС) — о генерале Лебеде[67]
- 2003 — «Янтарный призрак» (1-й канал) — о янтарной комнате[68]
- 2005 — «Каратели» (1-й канал)[69]
- 2005 — «Русский плен» (1-й канал)[70]
- 2006 — «Русские» (1-й канал), ведущая документального цикла[71].